# Среднеплан

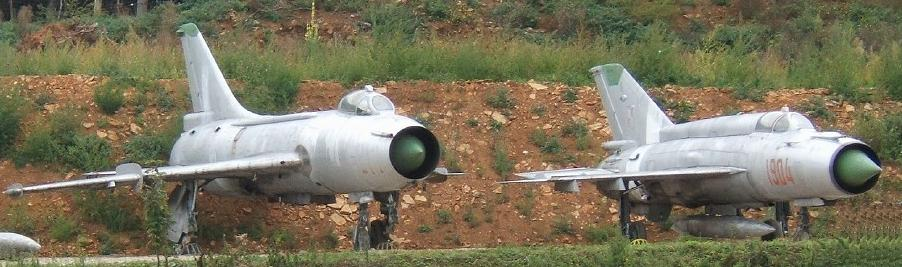
Су-7 и МиГ-21 — типичные примеры среднепланов.

Среднеплан — схема крепления крыла к фюзеляжу самолёта (моноплана), когда крыло проходит через среднюю часть его сечения. Такая схема применяется преимущественно на машинах лёгкой и боевой авиации.

## Преимущества схемы
- Расположение крыла в середине фюзеляжа позволяет легче организовать сопряжение крыла и фюзеляжа.
- Промежуточное между высоким и низким положение крыла позволяет убирать стойки шасси в крыло.
- Подвешенное под крыло вооружение не подвергается опасности удара о взлётно-посадочную полосу.
- Снижается эффективная площадь рассеяния при визировании сбоку (соображение, определившее аэродинамическую схему истребителя «Грипен»).

## Недостатки схемы
- Силовая балка, объединяющая обе плоскости крыла, должна проходить через фюзеляж, накладывая ограничения на компоновку внутренних агрегатов в этом месте.
- Как альтернатива силовой балке могут быть использованы мощные кольцевые шпангоуты, однако они утяжеляют планер и затрудняют проведение ремонтных работ и модификаций.

Из-за указанных недостатков схема среднеплана крайне редко применяется на пассажирских и грузовых самолётах, но популярна на истребителях и штурмовиках.